# 839
Évszázadok: 8. század – 9. század – 10. század
Évtizedek: 780-as évek – 790-es évek – 800-as évek – 810-es évek – 820-as évek – 830-as évek – 840-es évek – 850-es évek – 860-as évek – 870-es évek – 880-as évek
Évek: 834 – 835 – 836 – 837 –  838 – 839 – 840 – 841 – 842 – 843 – 844

## Események

### Európa
- A Frank Birodalomban Német Lajos bajorországi király csatlakozik a lázadó aquitániai nemességhez és megszállja Svábföldet. Az aquitániaiak közben egészen a Loire-ig nyomulnak előre. Jámbor Lajos császár legidősebb fiától, az itáliai Lothártól kér segítséget, aki az örökösödési rendszer megváltoztatásáért cserébe (eszerint Német Lajos kapja Bajorországot, a birodalom többi részének keleti fele Lothárnak, a nyugati a legkisebb fiúnak, Károlynak jár) beavatkozik a polgárháborúba. Segítségével leverik az aquitániai lázadást, Német Lajost pedig Ostmarkba (Pannóniába) szorítják ki.
- Német Lajos jelentős dunántúli hűbérbirtokokat adományoz Pribina volt nyitrai fejedelemnek (ebből alakul ki később a Balatoni - vagy Alsó-pannóniai - Fejedelemség).
- Jámbor Lajos császár fogadja a varég Rusz állam kagánjának követeit.
- Egy nemesi összeesküvés eredményeképpen meggyilkolják Sicard beneventói herceget. A trónt kincstárnoka, I. Radelchis szerzi meg, aki bebörtönzi a halott herceg öccsét és jogos örökösét, Siconulfot. Őt amalfi kereskedők kiszabadítják és kikiáltják Salerno hercegének. Ezután 12 évig tartó polgárháború tör ki, amelynek a végén a Salernói Hercegség kiszakad a Beneventói Hercegségből.
- Először említik írásban Andorrát.
- 37 évig tartó uralkodás után meghal Egbert wessexi király. Utódja fia, Æthelwulf, aki saját fiát, Æthelstant ülteti a vazallus Kent, Essex, Surrey és Sussex királyságok trónjára.
- Meghal Wiglaf, Mercia királya. Utóda Beorhtwulf.
- A vikingek döntő győzelmet aratnak a szövetséges pikt és gael haderő fölött, megölik Eóganan pikt és Áed gael királyt.

### Korea
- Sillában lázadás tör ki a trónbitorló Mine király ellen és a katonák megölik. Utóda Sinmu, aki alig három hónappal később megbetegszik és meghal. Trónját legidősebb fia, Munszong örökli.

## Születések
- Kövér Károly, frank császár
- Muhammad ibn Dzsarír at-Tabari, perzsa történetíró, teológus

## Halálozások
- I. Aznar Galíndez, aragóniai gróf
- Egbert, wessexi király
- Eóganan mac Óengusa, pikt király
- Mine, sillai király
- I. Rorgon, maine-i gróf
- Sicard, beneventói herceg
- Wiglaf, merciai király

## Fordítás
- Ez a szócikk részben vagy egészben  a(z)   839 című angol Wikipédia-szócikk ezen változatának fordításán alapul.  Az eredeti cikk szerkesztőit annak laptörténete sorolja fel. Ez a jelzés csupán a megfogalmazás eredetét és a szerzői jogokat jelzi, nem szolgál a cikkben szereplő információk forrásmegjelöléseként.